# Homert (Oberbergischer Kreis)

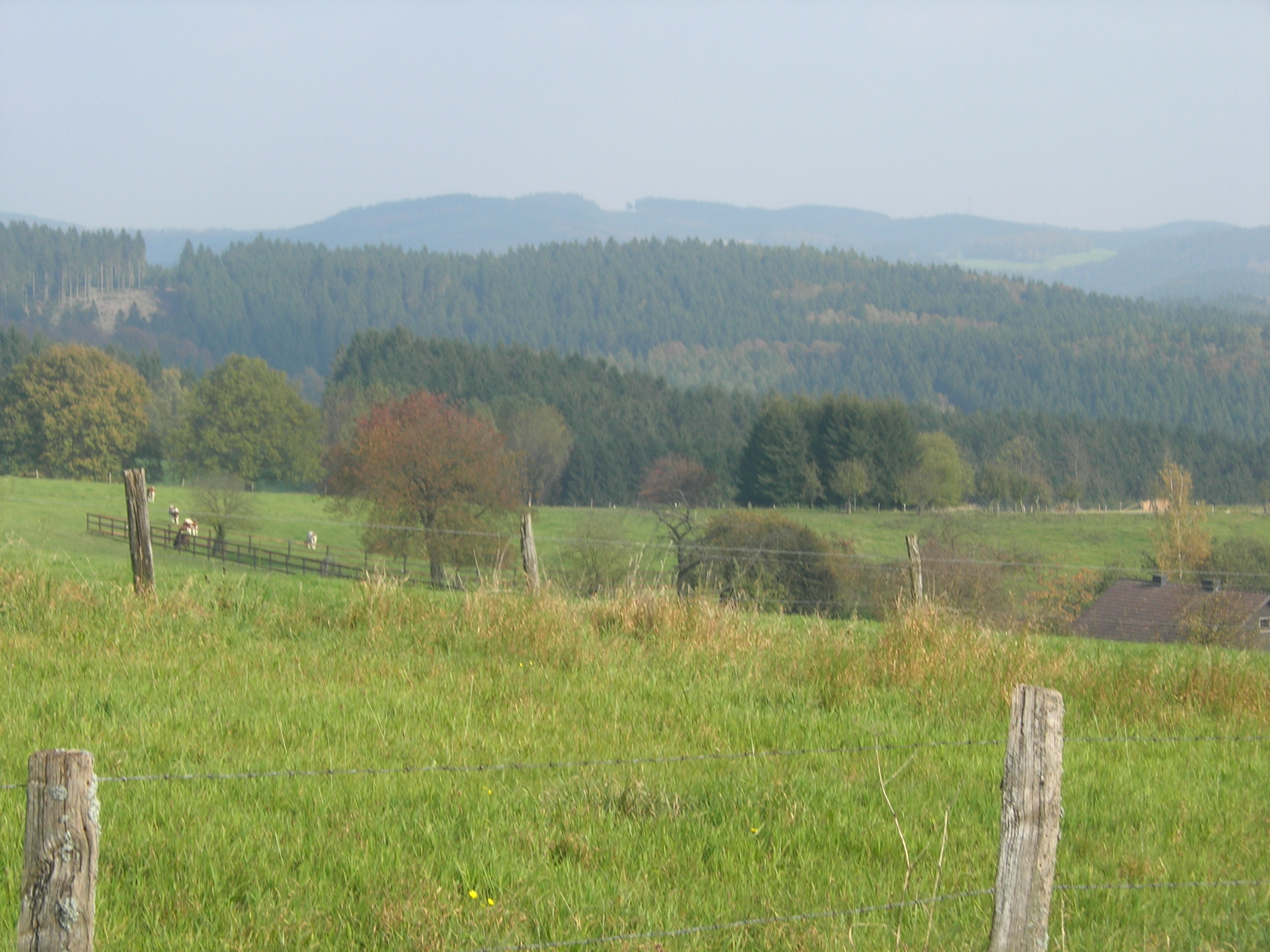
Die Homert im Hintergrund

Die Homert ist mit 519 m ü. NHN die höchste Erhebung des Bergischen Lands und des Oberbergischen Kreises in Nordrhein-Westfalen (Deutschland).

## Geographie

### Lage
Die Homert liegt im Ostteil des Oberbergischen Kreises im Naturpark Bergisches Land, wobei sich 450 m ostnordöstlich ihres Gipfels der Märkische Kreis und der Naturpark Ebbegebirge anschließen. Sie erhebt sich unweit der Gummersbacher Ortsteile Oberrengse, das knapp 1 km südsüdwestlich des Gipfels liegt, und Piene, das sich etwa 900 m südöstlich von diesem befindet.
Am Südhang der Homert entspringt der Agger-Zufluss Rengse, der in den Ostarm der Aggertalsperre fließt, nördlich der kleine Brachtsiepen, der in den Agger-Zufluss Hostbach mündet, und nordnordöstlich (jenseits der Bundesautobahn 45; s. n.) die Hesbecke als linker Quellbach der Krummenau, die nordostwärts der Lister zufließt. Auf dem Berg befinden sich Teile des Landschaftsschutzgebiets Marienheide-Lieberhausen (CDDA-Nr. 555555261; 1982 ausgewiesen; 55,3297 km² groß).
Rund 200 m östlich des Homertgipfels verläuft in ihrem Abschnitt Meinerzhagen–Drolshagen die A 45 (Sauerlandlinie), die westlich des Gummersbacher Ortsteils Neuenschmiede zwischen tief eingeschnittenen Hangböschungen etwa beim Autobahnrastplatz „Neuenschmiede“ 487,7 m Höhe erreicht.

### Naturräumliche Zuordnung
Die Homert gehört in der naturräumlichen Haupteinheitengruppe Süderbergland (Nr. 33), in der Haupteinheit Südsauerländer Bergland (3362) und in der Untereinheit Mittelbiggebergland (3362.4) zum Naturraum Lister-Bigge-Bergland (3362.41). Nach Westen leitet die Landschaft in der Haupteinheit Oberagger- und Wiehlbergland (339) und in der Untereinheit Oberaggerbergland (339.0) in den Naturraum Bergneustädter Bergland (339.01) über.

### Berghöhe
Laut Deutscher Grundkarte (DGK5) ist die Homert 518,2 m hoch. Fälschlicherweise wird ihre Höhe in vielen Karten mit 526 m angegeben; am erneuerten Gipfelkreuz des Berges und in Kartendiensten des Bundesamts für Naturschutz (BfN) ist 519 m genannt. Rund 350 m westlich des Gipfels befindet sich ein trigonometrischer Punkt (511,4 m).

## Galerie

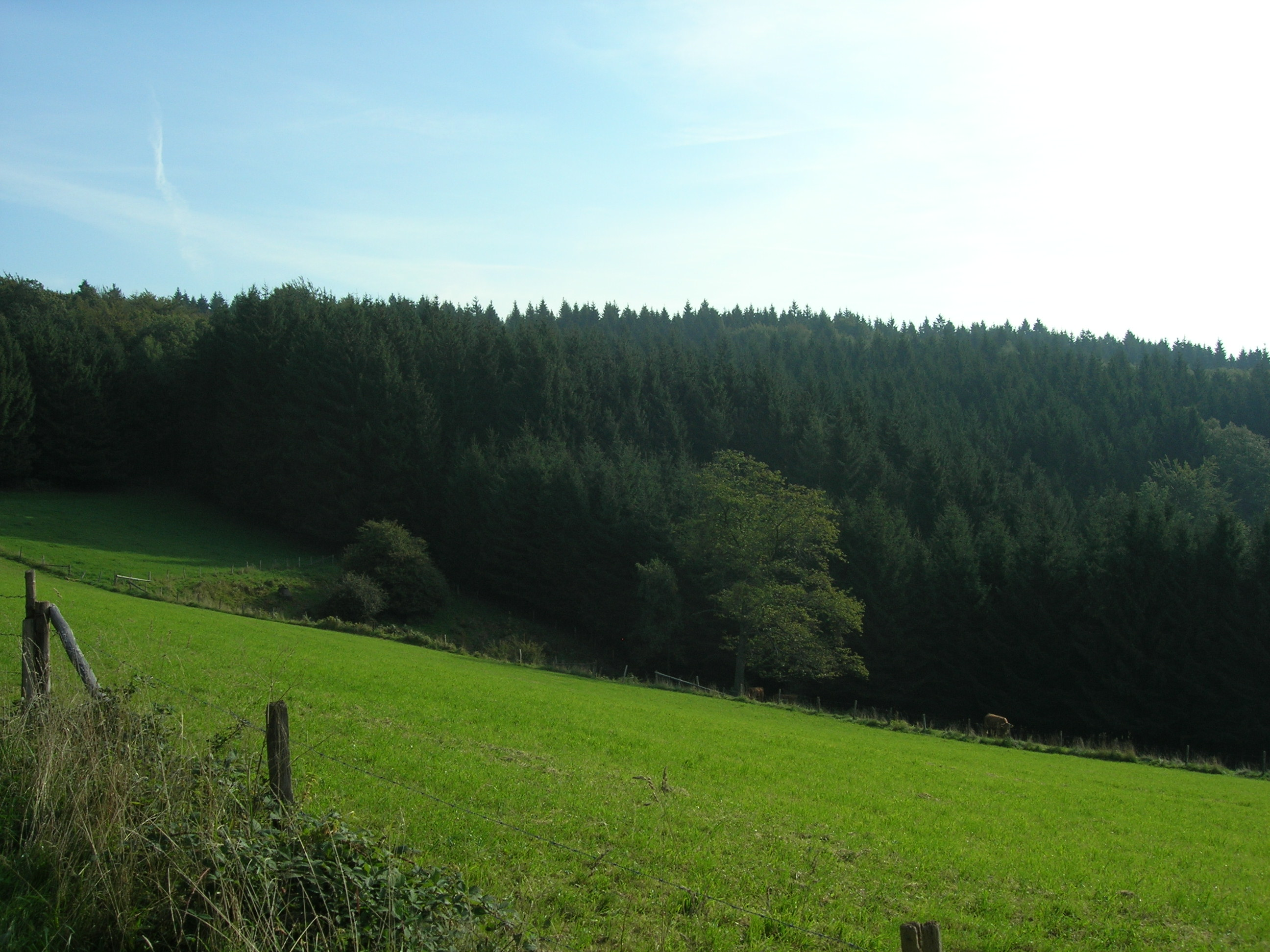
Blick zur Homert
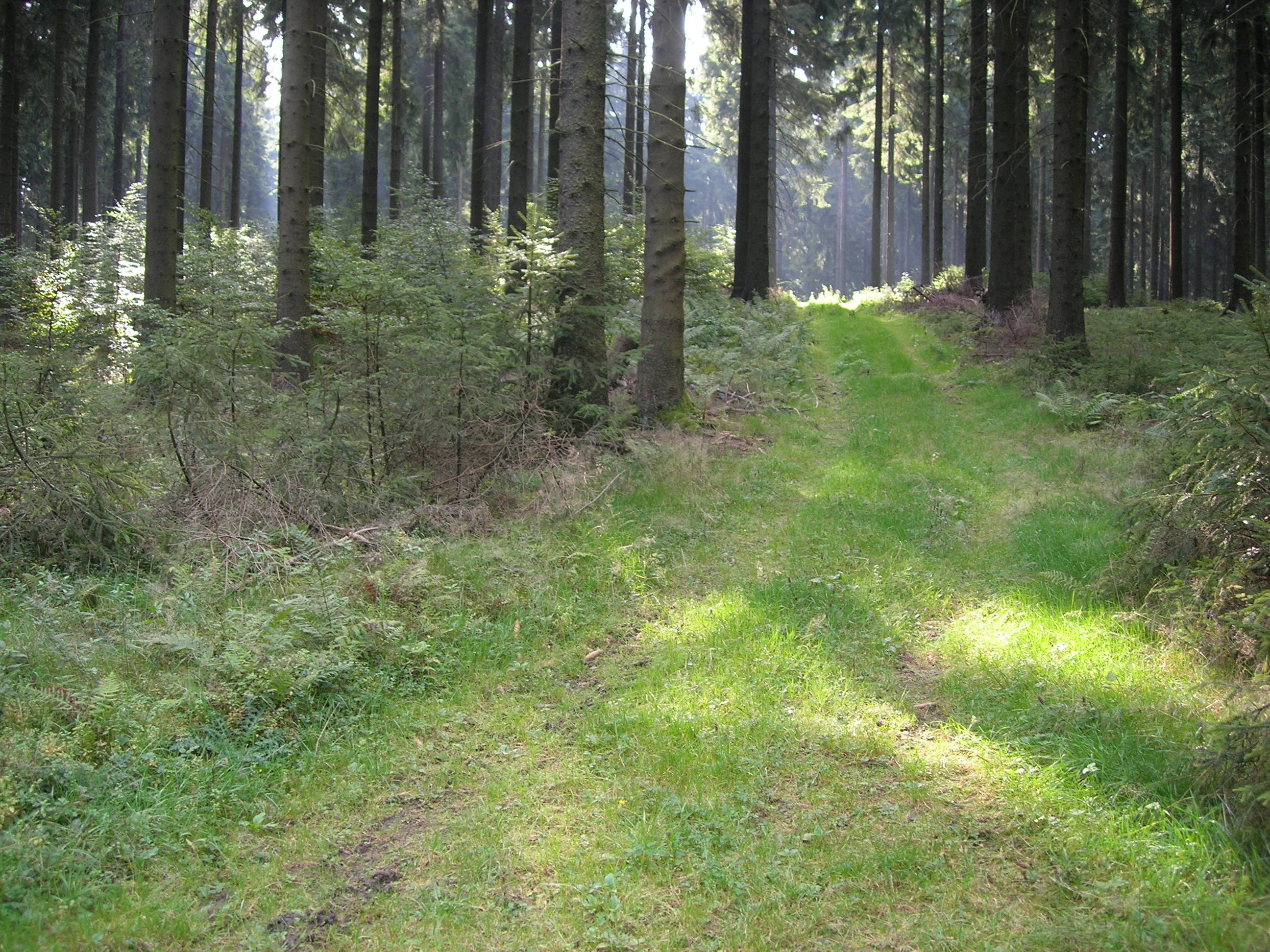
Gipfelregion der Homert
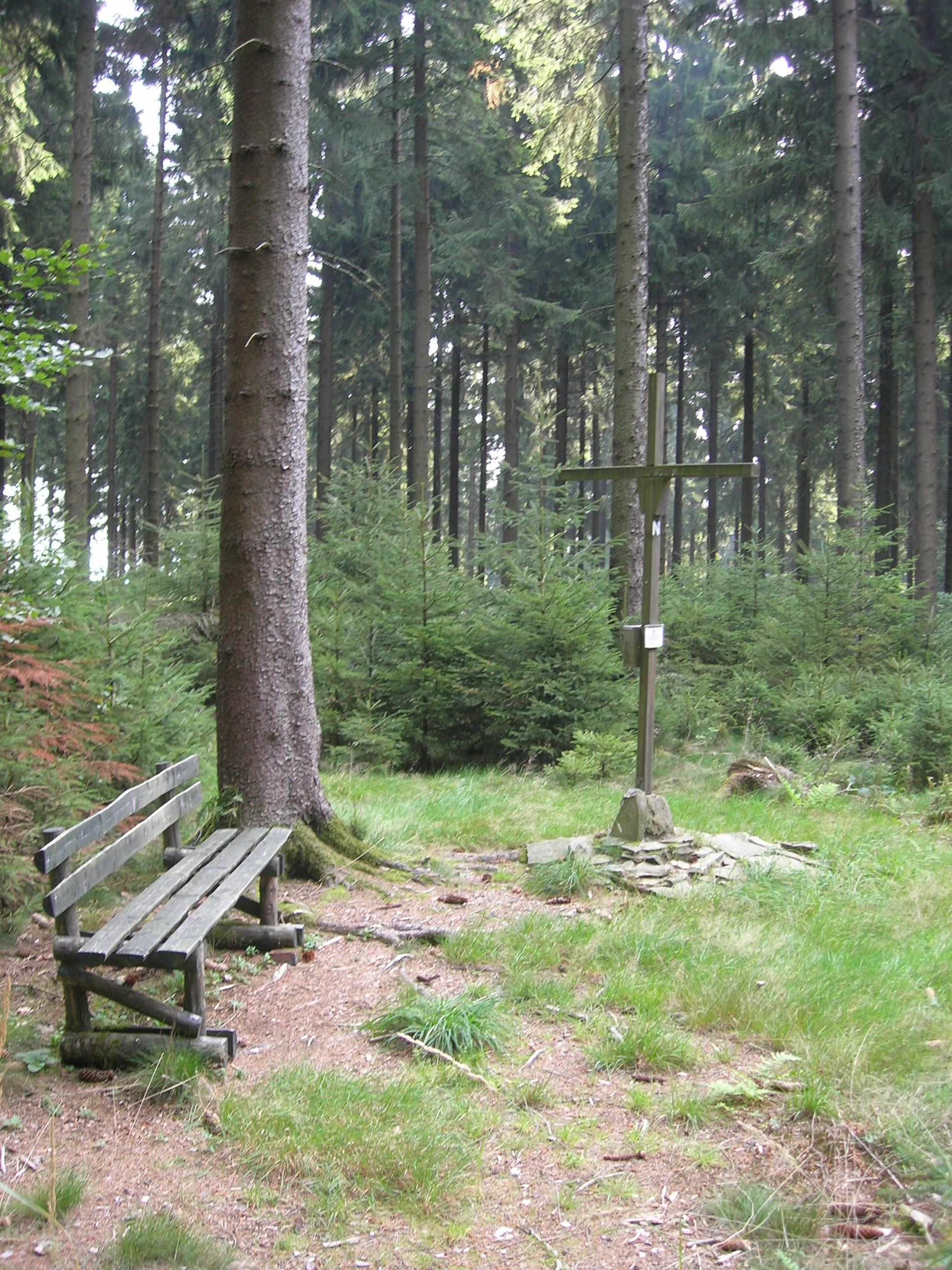
Gipfelkreuz auf der Homert
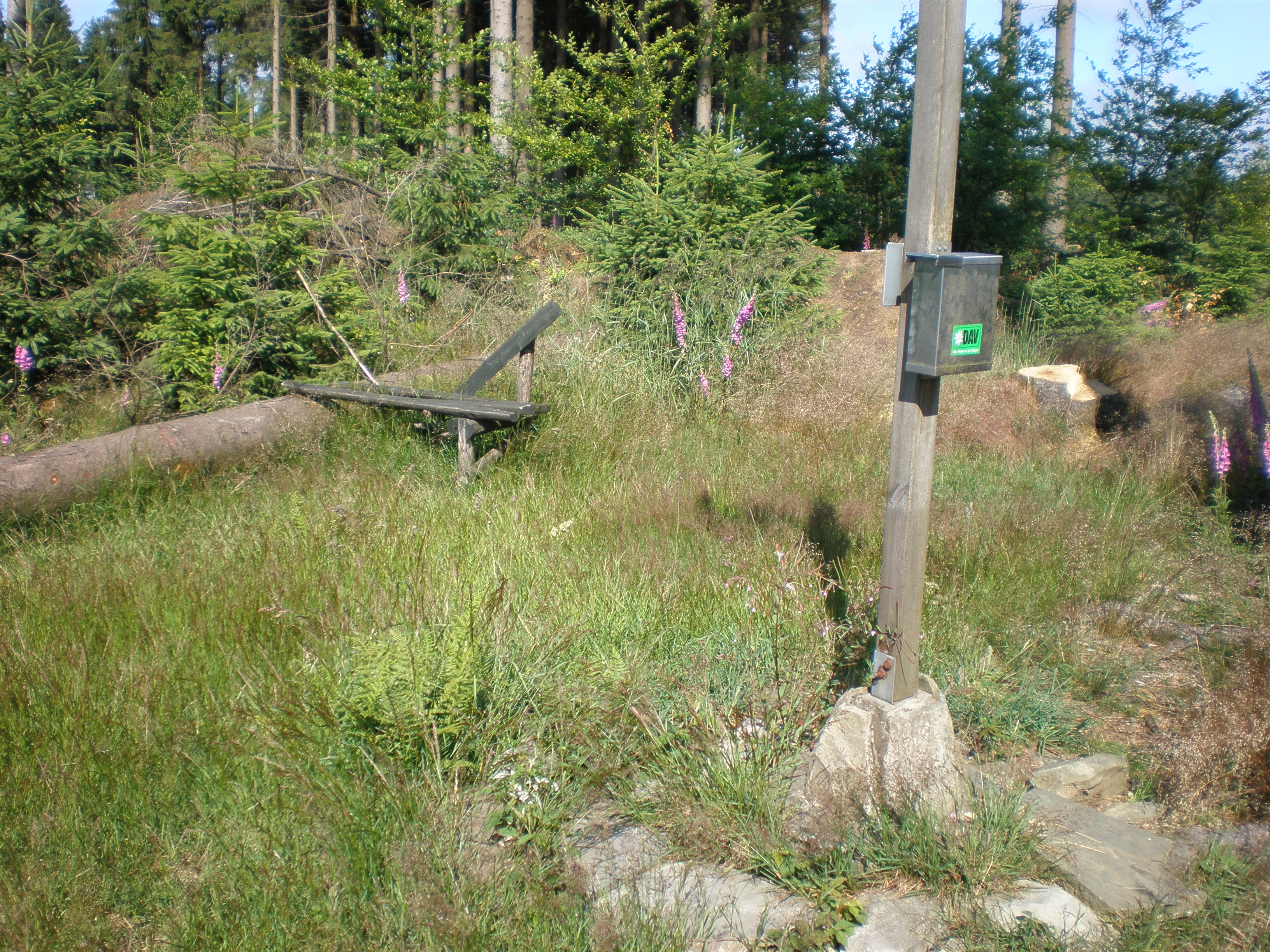
Bank auf der Homert im Juni 2008
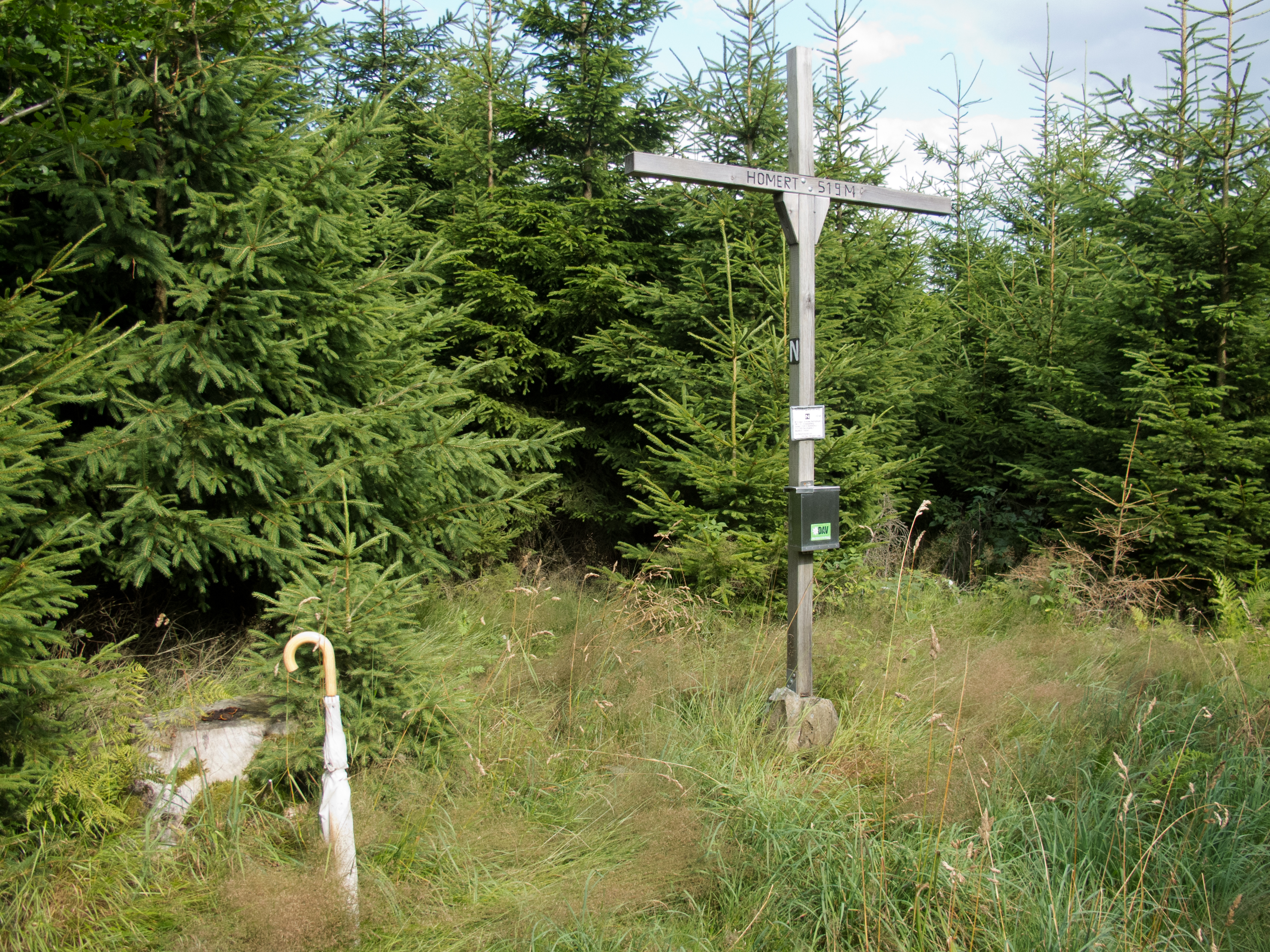
Gipfelkreuz auf der Homert im August 2013